# أجدود

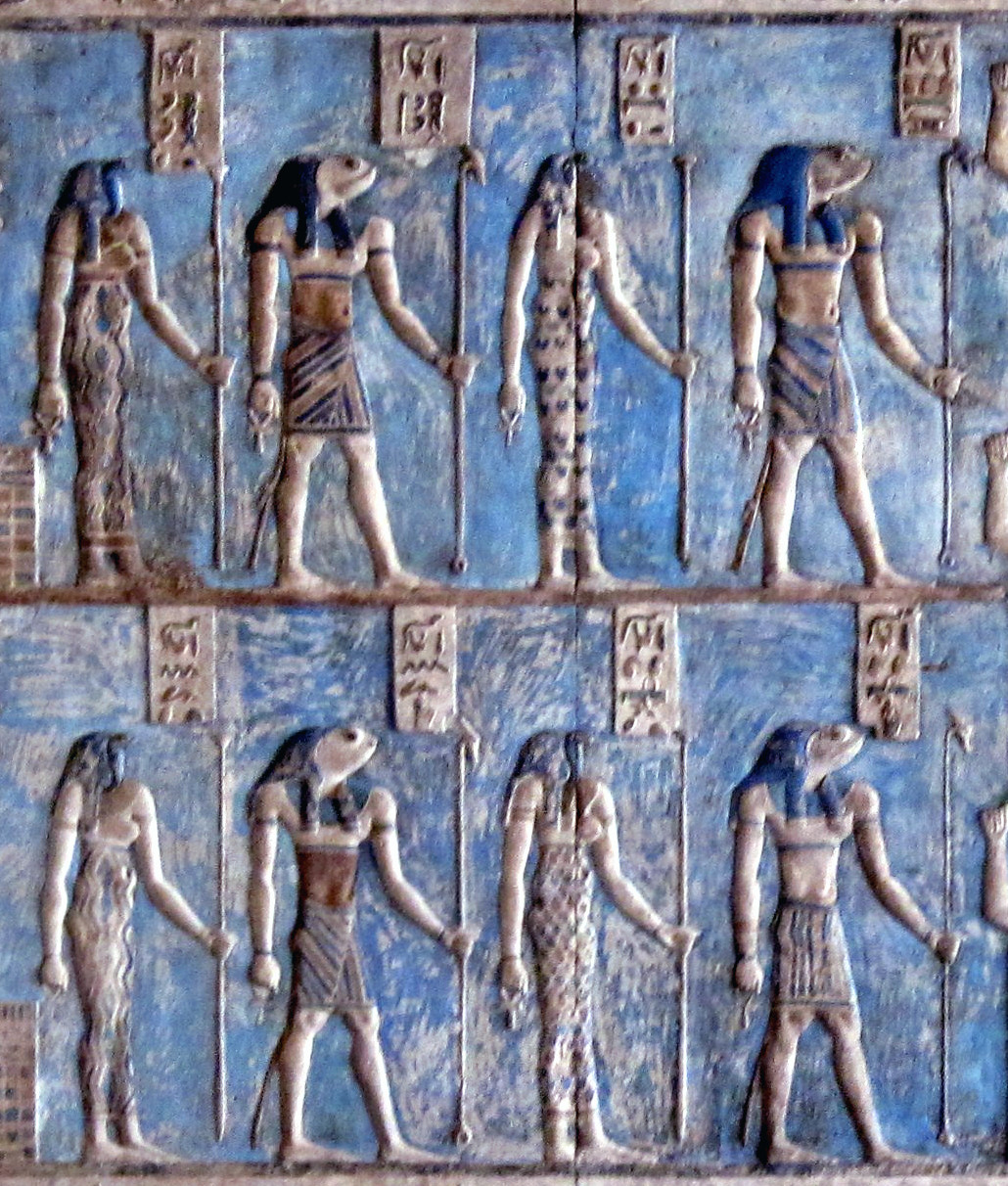
تصوير لـ أجدود في مجمع معابد دندرة حيث يظهر لدى بعض الآلهة رؤوس ضفادع ويظهر للبعض الآخر رؤوس أفاعي

أجدود أو الثامون (في الميثولوجيا المصرية) هو الاسم الذي عُرفت به مجموعة من ثمانية آلهة كانوا يُعبدون في مدينة هيرموبوليس (قرية الأشمونين في مصر حاليًا). وهو نظام مكون من ثمانية آلهة (أربعة آلهة ذكور وأقرانهم الإناث). يمثل كل زوج من الآلهة الجوانب الذكورية والأنثوية للقوى أو مصادر الخلق الأربعة. يمثل الإلهان (نوو) و(نونيت) المياه البدائية؛ والإلهان (حح) و(ححيت) الخلود؛ والإلهان (ككوي) و(ككويت) الظلام؛ أما الإلهان (آمون) و(آمونت) فيمثلان الهواء. تصف النصوص التي عُثر عليها وتعود إلى العصر الفرعوني المتأخر المجموعة بأن لهم رؤوس ضفادع (الآلهة الذكور) ورؤوس أفاعي (الآلهة الإناث)، وغالبًا ما يتم تصويرهم بهذه الطريقة في نقوش سلالة المملكة البطلمية.
تشير الأدلة التي عُثر عليها إلى أن تاريخ المجموعة يعود إلى زمن المملكة المصرية القديمة، وربما إلى زمن نشوء نصوص الأهرام في نهاية المملكة القديمة، ويبدو أن أجدود قد عفا عليه الزمن ونسيها الجميع في الغالب باستثناء علماء اللاهوت. تُذكر المجموعة بشكل متكرر في نصوص التوابيت في عصر المملكة المصرية الوسطى.

أقدم الأعمال التصويرية المعروفة للمجموعة تعود إلى ما قبل عصر سيتي الأول (وهو فرعون عاش في المملكة المصرية الحديثة في القرن الثالث عشر قبل الميلاد)، حيث بدا وكأن هذه المجموعة قد أعيد اكتشافها من قبل علماء اللاهوت في هيرموبوليس لأغراض إعادة صياغة قصة بدأ الخلق بشكل مفصل.
ادعى سكان مدينة هيرموبوليس أن نظريتهم في الخلق كانت أقدم من أي نظرية أخرى في مصر وأن أجدود هم الذين ولدوا كل من الشمس والإلهة أتوم. من المثير للاهتمام أيضًا ملاحظة مدى التشابه بين أجدود ووصف خلق العالم الموجود في أسفار موسى الخمسة (الكتب الخمسة الأولى من العهد القديم أو التوراة).

## الأسماء
رُتبت الآلهة الثمانية في أربعة أزواج من الذكور والإناث. الأسماء لها نفس المعاني ولا تختلف إلا بنهاياتها:
| W24 · W24 · W24 · N1 | N35A | A40 |

| W24 · W24 · W24 · N1 | N35A | A40 |

| W24 · W24 · W24 · N1 | N35A | X1 · H8 | B1 |

| W24 · W24 · W24 · N1 | N35A | X1 · H8 | B1 |

| V28 | V28 | G43 | A40 |

| V28 | V28 | G43 | A40 |

| V28 | V28 | G43 | X1 · H8 | B1 |

| V28 | V28 | G43 | X1 · H8 | B1 |

| V31 · V31 | y | G43 | N2 | A40 |

| V31 · V31 | y | G43 | N2 | A40 |

| V31 · V31 | y | G43 | N2 | X1 · H8 | B1 |

| V31 · V31 | y | G43 | N2 | X1 · H8 | B1 |

| W11 · r | V28 | D41 | A40 |

| W11 · r | V28 | D41 | A40 |

| W11 · r | V28 | D41 · X1 · H8 | B1 |

| W11 · r | V28 | D41 · X1 · H8 | B1 |